# Europäische Bibliothek Verlag
Der Europäische Bibliothek Verlag ist ein niederländischer Buchverlag mit Sitz in Someren-Eind. Er befasst sich mit der Veröffentlichung von Bildbänden mit lokal-historischen Ansichten von Städten, Dörfern und Sachgebieten aus europäischen Ländern und in deren Sprachen/Dialekten.

## Geschichte
Gegründet 1961 in ’s-Gravenzande (Westland), erfolgte die offizielle Registrierung als Verlag am 3. Januar 1963. Im Folgejahr wählte man Zaltbommel zum Verlags-Standort. 1981 erfolgte der Umzug nach Nijmegen an der Waalkade; unter der Anschrift Zaltbommel verblieb ein Lager. Seit 2006 ist der Hauptsitz des Verlags in Someren-Eind.

## Verlagsreihen
Seit der Gründung des Europäische Bibliothek Verlags werden durch diesen hauptsächlich Bildbände mit lokal-historischem Hintergrund herausgebracht. 1966 begann der Verlag mit der Serie „Die Damals Reihe“ und dem Untertitel „in alten Ansichten“. Diesem folgten die weiteren, wenn auch in geringerer Zahl, Untertitel: „Kennt ihr sie noch“ sowie „In Großmutters Zeit“.
Mit bisher ca. 5800 Titeln in elf europäischen Sprachen und Dialekten wurde „Die Damals Reihe“ zur weltweit umfangreichsten Buchreihe ihrer Art.

## Erkennungszeichen
Das Logo des Verlags ist die, auf der griechischen Mythologie beruhende, Darstellung der auf dem Stier reitenden Europa.